# Ken Sugimori
Ken Sugimori (Japans: 杉 森 建, Sugimori Ken) (Fukuoka, 27 januari 1966) is een Japans illustrator en grafisch vormgever.

## Loopbaan
Hij is vooral bekend als tekenaar voor de Pokémon-franchise. Sugimori tekende alle 151 originele Pokemon zelf. Hij heeft verder meegewerkt aan de Pokémon-ruilkaarten, meerdere Pokémon-films en andere spellen zoals Super Smash Bros..
Van 1981 tot 1986 illustreerde Sugimori voor het videospel-fanzine Game Freak dat opgericht was door Satoshi Tajiri. Sugimori ontdekte het tijdschrift in een winkel voor dojinshi. Uiteindelijk besloten Sugimori en Satoshi een idee voor een arcadespel voor te leggen aan het computerspelbedrijf Namco. Ze veranderden Game Freak in een bedrijf en ontwikkelden samen het spel Mendel Palace.
Sugimori heeft verder meerdere originele manga geschreven en geïllustreerd, waaronder Explorers of Time en Explorers of Darkness, dat werd verspreid met de pre-orders van Pokemon Mystery Dungeon.

## Bron
- Dit artikel of een eerdere versie ervan is een (gedeeltelijke) vertaling van het artikel Ken Sugimori op de Engelstalige Wikipedia, dat onder de licentie Creative Commons Naamsvermelding/Gelijk delen valt. Zie de bewerkingsgeschiedenis aldaar.

- Biblioteca Nacional de España: XX5183791
- International Standard Name Identifier: 0000 0003 6765 1142
- Library of Congress Control Number: no2017152828
- Bibliotheek van het Japanse parlement: 00163674
- Virtual International Authority File: 233328780
- WorldCat: E39PBJr83K8cvVjVF7bwwXJ4bd